# Лейк (окръг, Южна Дакота)
Вижте пояснителната страница за други населени места с името Лейк.
Окръг Лейк (на английски: Lake County) е окръг в щата Южна Дакота, Съединени американски щати. Площта му е 1489 km², а населението - 12 809 души (2017). Административен център е град Мадисън.